# 戴翔
戴翔（1978年—），出生于中国天津，是一位以影像作为媒介进行创作而闻名的艺术家。

## 个人简介
戴翔，2001年毕业于南开大学东方文化艺术系中国画专业，早期从事水墨实验创作。2004年学习于中央美术学院摄影与数码媒体工作室。戴翔曾在中国 、美国、加拿大、法国、奥地利等地举办过诸多展览。艺术家目前在中国天津、北京生活和工作。

## 个人展览
2011	
- 第一届多伦多中国摄影艺术节(TCPF) 多伦多 加拿大

2010		
- 中国当代摄影一览 北京 中国
- 洛杉矶国际摄影博览会（LA PHOTO） 洛杉矶 美国

2009		
- 大河画廊回顾展 北京 中国
- “新雷锋故事”戴翔摄影展 香港 中国
- “艺术北京”当代艺术博览会 北京 中国

2008 		
- 第四届连州国际摄影年展 连州 中国
- “全景”四人影像展 北京 中国
- 2008平遥国际摄影大展 平遥 中国
- 当代中国摄影学术展 北京 中国
- 第三届“798买的起艺术节” 北京 中国

2007 		
- “偶 & 偶 Ou and Doll”当代艺术展 天津 中国

2006 		
- 2006平遥国际摄影大展  平遥 中国

2005 		
- 2005平遥国际摄影大展 平遥 中国
- 第14届“哈苏”奥地利超级摄影巡回展 林茨 奥地利

2004
- 上古城“艺术PARTY”三人影像展 天津 中国

## 作品获奖
2011		  
- 2011第一届多伦多中国摄影艺术节(TCPF)优秀奖

2010 		
- 获2010色影无忌“十大年度新锐摄影师”[1]
- 获2010平遥国际摄影大展“凤凰卫视优秀摄影画册奖”[2]
- 获法国“才华摄影基金”中国区提名

2008 		  
- 获2008平遥国际摄影大展中国优秀摄影师“评委推荐奖”[3]

2005 		
- 获BASF创意摄影大赛青年艺术家佳作奖
- 获第14届“哈苏”奥地利超级摄影巡回展铜奖[4]

## 个人发表
作品曾发表于美国《aperture》《photograph》英国《The Sunday Times》法国《le Monde2》《art actuel》等专业期刊杂志，作品被多家艺术机构及个人收藏。